# Monts Tchikhatchov
Les monts Tchikhatchov (Хребет Чихачёва) forment un chaînon montagneux dans le sud-ouest des montagnes de l'Altaï. Ils marquent la limite entre la république de l'Altaï et celle de Touva et la frontière entre la Russie et la Mongolie.

## Toponymie
Le chaînon a été nommé ainsi en l'honneur du géographe russe, Piotr Tchikhatchov, qui le parcourut et en fit l'objet de ses études scientifiques en 1842.

## Géographie

### Situation, topographie

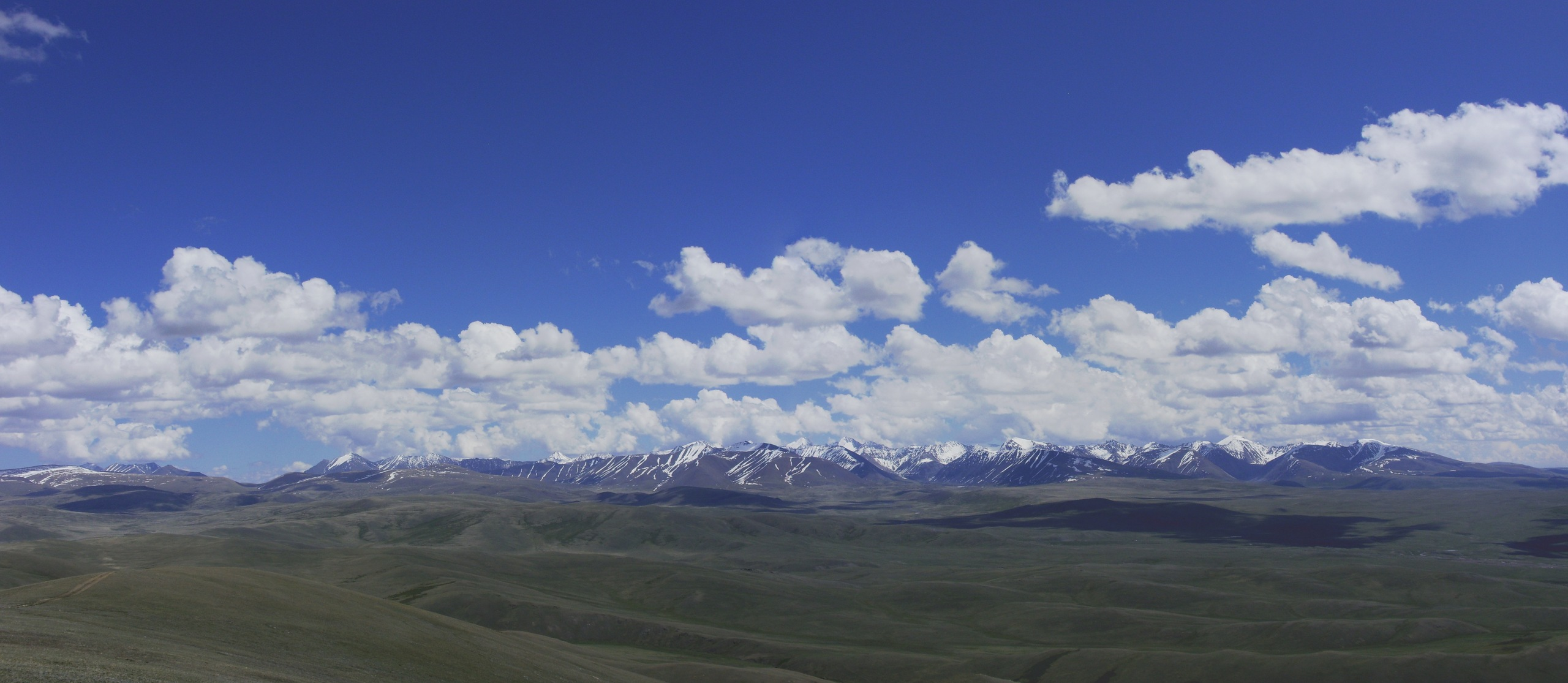
Vue des monts Tchikhatchov

Les monts Tchikhatchov dépendent du côté de la république de l'Altaï des raïons d'Oulagan (dont une partie des monts se trouve dans la réserve naturelle de l'Altaï) et de Koch-Agatch à l'ouest où les monts jouxtent la steppe de la Tchouïa. Le chaînon s'allonge sur cent kilomètres et culmine à 4 029 mètres d'altitude au mont Tourguen.
Les monts sont délimités à l'ouest par les monts Kouraï et sont séparés des monts Saïliouguem au sud-ouest par le col de Dourbet-Daba (2 481 mètres d'altitude). Les monts Tchikhatchonv sont découpés de plusieurs hauts sommets et de cols. Les sommets du côté mongol sont l'Ongorkhoïn (3 754 mètres), le Tourguen (4 029 mètres) et le Tevseg (3 745 mètres) ; du côté russe, ce sont le Tapdouaïr (3 505 mètres), le Saïliouguem (3 411 mètres) et l'Askhatiik-Dabani-Khiar (3 094 mètres) qui se trouvent dans le raïon de Koch-Agatch, ainsi que le Mongoun-Taïga (3 717 mètres) et le Bouroul-Taïga (3 185 mètres) qui se trouvent dans le territoire de la république autonome de Touva.
On trouve quelques petits glaciers et des reliefs formés par des glaciers.

### Géologie
Le chaînon est formé de grès, de calcaire, de micaschiste, de cristaux[Lesquels ?] et de quartzite.

### Faune et flore
La flore est essentiellement celle de la steppe avec majoritairement des graminées, mais on trouve également sur les pentes des plantes de toundra pierreuse. Le rare léopard des neiges vit dans les hauteurs et l'on observe quelques troupeaux d'argalis.

### Hydrographie
Des affluents du Tchoulychman, du Bachkaous et du Tchou prennent ici leur source, comme la rivière Ioustyt et la rivière Ortolyk. Sur les pentes douces du versant occidental se trouvent plusieurs lacs d'origine glaciaire, comme le Kyndyktykoul, le Bogouty inférieur, le Bogouty moyen et le Grand Bogouty. Ils sont peu profonds (maximum 9 mètres) et leurs eaux se déversent dans des rivières de montagne.

## Source
- (ru) Cet article est partiellement ou en totalité issu de l’article de Wikipédia en russe intitulé « Хребет Чихачёва » (voir la liste des auteurs).